# Курдська мова
Курдська мова (лат. Kurdî, ар. کوردی, вірм. Գուրտի, кир. Курди) — мова курдського народу, відноситься до іранської групи індоєвропейських мов. Цією мовою розмовляє переважна більшість населення Курдистану, мова є офіційною в автономній області Курдистан в Іраку, а також у Рожаві в Сирії.
Публікації курдською мовою з 1963 року заборонені на теренах Сирії, що керовані режимом Башара аль-Асада, та є об'єктом системних утисків у Туреччині. В Ірані курдську мову використовують у місцевій пресі, але викладання нею в школах заборонене.

## Говори

Поширення курдської мови та її говорів
Північні говори (курманджи)
Серединні говори (сорані)
Західні говори (зазакі)
Південні говори (ґорані та келхурі)
змішане використання

Незважаючи на наявність власної багатої літератури, курдська мова внаслідок несприятливих історичних обставин не має єдиного літературного стандарту. Тому весь друк курдською мовою випускають на двох основних говорах — північному говорі (курманджи, kurdmancî), яким розмовляє 60 % всіх курдів, і серединному говорі (сорані, سۆرانی), яким розмовляє 30%. Решта 10% — це південні говори (ґорані, گۆرانی та келхурі, کەڵھوڕ) та західні говори (зазакі, zazaki), що часто вважаються окремими мовами та рідко застосовуються у друці.
Окрім того, в Ірані та Іраку для запису мови користуються арабицею, тоді як у Сирії та Туреччині — латиницею. Існує також окрема писемність, що використовується єзидами для запису своєї літератури. У Туркменістані та Азербайджані на початку XX-го століття користувалися кирилицею, а у Вірменії у минулому використовували вірменську писемність.

## Писемність

### Латиниця
Для запису північних говорів (курманджи та зазакі) використовується латиниця з 31 букви: 26 звичайних букв і 5 букв із додатковими позначками. Розроблена Селадетом Алі Бедірханом 1931 року та оприлюднена 1932 року в його часописі Хавар (Hawar), від якого дістала свою другу назву.
Оскільки більшість курдського населення на той час мешкала на теренах Туреччини та володіла турецькою мовою, абетка була розроблена схожою на турецьку, щоб її було легше вивчати та використовувати у щоденному житті. Однак до 2013 року абетку було неможливо використовувати у Туреччині через заборону букв Q, X та W, що є частиною утисків проти курдської спільноти Туреччиною, спричинених війною. Латиниця є найуживанішою абеткою з усіх інших видів письма, що використовуються курдською спільнотою.
| 1            | 2   | 3    | 4    | 5   | 6   | 7    | 8   | 9   | 10     | 11     | 12   | 13  | 14     | 15     | 16  | 17  | 18      | 19      | 20  | 21     | 22  | 23  | 24      | 25  | 26       | 27  | 28  | 29     | 30  | 31  |
| Великі букви |     |      |      |     |     |      |     |     |        |        |      |     |        |        |     |     |         |         |     |        |     |     |         |     |          |     |     |        |     |     |
| A            | B   | C    | Ç    | D   | E   | Ê    | F   | G   | H      | I      | Î    | J   | K      | L      | M   | N   | O       | P       | Q   | R      | S   | Ş   | T       | U   | Û        | V   | W   | X      | Y   | Z   |
| Малі букви   |     |      |      |     |     |      |     |     |        |        |      |     |        |        |     |     |         |         |     |        |     |     |         |     |          |     |     |        |     |     |
| a            | b   | c    | ç    | d   | e   | ê    | f   | g   | h      | i      | î    | j   | k      | l      | m   | n   | o       | p       | q   | r      | s   | ş   | t       | u   | û        | v   | w   | x      | y   | z   |
| IPA          |     |      |      |     |     |      |     |     |        |        |      |     |        |        |     |     |         |         |     |        |     |     |         |     |          |     |     |        |     |     |
| [aː]         | [b] | [d͡ʒ] | [t͡ʃ] | [d] | [ɛ] | [eː] | [f] | [ɡ] | [h][ħ] | [ɘ][ɪ] | [iː] | [ʒ] | [k][c] | [l][ɫ] | [m] | [n] | [o][oː] | [p][pʰ] | [q] | [ɾ][r] | [s] | [ʃ] | [t][tʰ] | [u] | [uː][ʉː] | [v] | [w] | [x][ɣ] | [j] | [z] |

Початково латиниця, запропонована Селадетом Алі Бедірханом, містила також додаткові букви Ḧ і Ẍ, що відповідали арабським буквам غ and ح, однак вони не увійшли до остаточного варіанту абетки та використовуються лише у науковій літературі та словниках для розрізнення запозичень з інших мов, що можуть бути сплутані у випадку вживання букви без діакритичного знаку.

### Арабиця
Для запису південних говорів (сорані та ґурані) використовується арабиця (перське письмо), що складається з 34 букв. Вона була створена Саїдом Кабан Седчі. На відміну від перського письма, що є абджадом (тобто передає лише приголосні звуки), ця абетка має і голосні букви (хоч і не всі). У сучасному вигляді абетка існує з 2010 року, над нею працювала Курдська Академія, вона є офіційним стандартом у Іраці та представлена в Unicode.
| 34    | 33   | 32       | 31      | 30  | 29  | 28     | 27  | 26  | 25  | 24  | 23  | 22    | 21  | 20  | 19  | 18  | 17  | 16  | 15  | 14  | 13  | 12  | 11  | 10  | 9   | 8   | 7    | 6    | 5   | 4       | 3   | 2    | 1      |
| Букви |      |          |         |     |     |        |     |     |     |     |     |       |     |     |     |     |     |     |     |     |     |     |     |     |     |     |      |      |     |         |     |      |        |
| ێ     | ی    | وو       | ۆ       | و   | ە   | ھ      | ن   | م   | ڵ   | ل   | گ   | ک (ك) | ق   | ڤ   | ف   | غ   | ع   | ش   | س   | ژ   | ز   | ڕ   | ر   | د   | خ   | ح   | چ    | ج    | ت   | پ       | ب   | ا    | ئـ     |
| IPA   |      |          |         |     |     |        |     |     |     |     |     |       |     |     |     |     |     |     |     |     |     |     |     |     |     |     |      |      |     |         |     |      |        |
| [eː]  | [iː] | [uː][ʉː] | [o][oː] | [u] | [ɛ] | [h][ħ] | [n] | [m] | [ɫ] | [l] | [ɡ] | [k]   | [q] | [v] | [f] | [ɣ] | [ʕ] | [ʃ] | [s] | [ʒ] | [z] | [r] | [ɾ] | [d] | [x] | [ħ] | [t͡ʃ] | [d͡ʒ] | [t] | [p][pʰ] | [b] | [aː] | [ɘ][ɪ] |

У дужках наведено застарілі види букви, що вже не використовуються на офіційному рівні, але все ще вживаються окремими особами та організаціями.

### Вірменська писемність

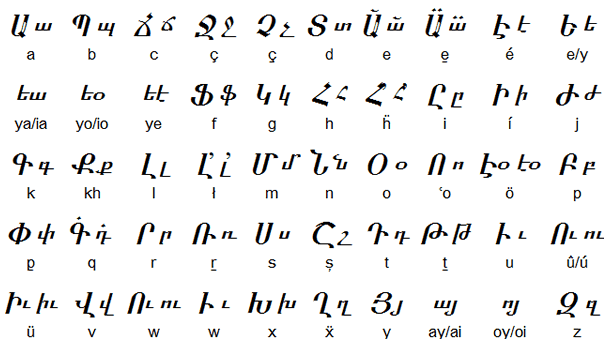
Абетка на основі вірменської писемності західного зразка.

З 1921 до 1929 року, для запису говору курдської мови, яким розмовляла курдська спільнота Вірменії, використовувалася видозмінена вірменська писемність (західного зразка), однак пізніше почався перехід до використання латиниці, який було зупинено після згортання коренізації у 1930-их роках.

### Єзидська писемність
Єзидська писемність використовується єзидами та їхнім духовенством для запису священних писань, переважно північним говором курманджи. Невідомо коли саме та за яких обставин було створено цю абетку, однак деякі дослідники вважають, що її було створено у XVII-XVIII століттях або раніше.
Найдавніші праці, написані єзидською писемністю – це «Мешефа Реш» (Meṣḥefa Reş – Чорна Книга) та «Кітеба Джильве» (Kitêba Cilwe – Книга Одкровень). Вони вперше вийшли друком 1911 року за сприяння християнського священника та арабського мовознавця Анастаса Аль-Кармалі (араб. الأب أنستاس الكرملي). Попри те, що оригінали цих писань втрачено, а вміст їхніх переписів зазнав значних змін і спотворень, вони є основним джерелом відомостей про писемність.
У 2013 році Духовна Рада Єзидів Грузії вирішила відродити використання єзидської писемності у літературі, літургії та геральдиці. У 2018 році було видано молитовну книгу «Дуаєд Єздиян» (Dua'yêd Êzdiyan), яка повністю написана єзидською писемністю. У Тбілісі стіни єзидського храму Султан Єзид вкриті іменами єзидських святих, записаних єзидською писемністю.
| 1     | 2   | 3    | 4    | 5     | 6   | 7   | 8    | 9   | 10  | 11  | 12  | 13      | 14  | 15  | 16  | 17  | 18  | 19  | 20      | 21      | 22   | 23  | 24  | 25  | 26  | 27  | 28  | 29  | 30       | 31  | 32  | 33  | 34  | 35  | 36  |
| Букви |     |      |      |       |     |     |      |     |     |     |     |         |     |     |     |     |     |     |         |         |      |     |     |     |     |     |     |     |          |     |     |     |     |     |     |
| 𐺀     | 𐺁   | 𐺆    | 𐺇    | 𐺈     | 𐺋   | 𐺦   | 𐺩    | 𐺙   | 𐺟   | 𐺧   | 𐺉   | 𐺨       | 𐺐   | 𐺝   | 𐺠   | 𐺰   | 𐺡   | 𐺢   | 𐺥       | 𐺂       | 𐺃    | 𐺜   | 𐺍   | 𐺎   | 𐺑   | 𐺒   | 𐺕   | 𐺣   | 𐺣𐺣       | 𐺚𐺛  | 𐺤   | 𐺊   | 𐺘   | 𐺏   | 𐺗   |
| IPA   |     |      |      |       |     |     |      |     |     |     |     |         |     |     |     |     |     |     |         |         |      |     |     |     |     |     |     |     |          |     |     |     |     |     |     |
| [aː]  | [b] | [d͡ʒ] | [t͡ʃ] | [t͡ʃʰ] | [d] | [ɛ] | [eː] | [f] | [ɡ] | [h] | [ħ] | [iː][j] | [ʒ] | [k] | [l] | [ɫ] | [m] | [n] | [o][oː] | [p][pʰ] | [pˤ] | [q] | [ɾ] | [r] | [s] | [ʃ] | [t] | [u] | [uː][ʉː] | [v] | [w] | [x] | [ɣ] | [z] | [ʕ] |

У єзидській писемності букви пишуться справа наліво.